# Íñigo Errejón
Íñigo Errejón Galván (Madrid, 1983) é um politólogo e político espanhol. É doutorado e investigador em Ciência Política na Universidade Complutense de Madrid, vogal da Fundação CEPS (Centro de Estudos Políticos e Sociais) e membro do conselho editorial da revista de análise política Viento Sur. Em 2014 foi o director da campanha do partido político Podemos nas eleições ao Parlamento Europeu de 2014.

## Biografia
Íñigo Errejón nasceu em Madrid em 1983. É filho de José Antonio Errejón Villacieros, funcionário de carreira com alto cargo na Administração Geral do Estado, tendo desenvolvido também uma significativa atividade política. José Antonio Errejón militou durante Transição Espanhola no Partido do Trabalho da Espanha  e foi um dos signatários do Manifesto de Tenerife (1983), que marcou o nascimento de Los Verdes em Espanha. Atualmente é militante da Izquierda Anticapitalista).
Íñigo estudou Ciências Políticas na Universidad Complutense de Madrid (UCM), onde obteve a licenciatura em 2006. Quando estudante universitário, vinculou-se a diversos movimentos de esquerda  com os quais participou nos protestos anti-globalização, durante a reunião do G8, em Génova (junho de 2000), quando foi morto o ativista anti-globalização Carlo Giuliani). Em setembro de 2000, Errejón também participou de manifestações de protesto durante a assembleia anual da junta de governadores do FMI e do Banco Mundial, em Praga. Em julho de 2005, na Escócia, esteve nas manifestações contra uma nova reunião do G8. Participou também das mobilizações contra a guerra de Iraque  e das manifestações de 13 de março de 2004, em frente às sedes do Partido Popular, em Madrid, após os atentados de 11-M.
Em 2006, Íñigo Errejón foi um dos fundadores da associação estudantil Contrapoder, um coletivo de esquerda, anticapitalista e internacionalista que organizou atos de protesto contra a presença de Rosa Díez na UCM e convidou Evo Morales a dar uma conferencia na Facultad de Ciencias Políticas. Em 2012 obteve o doutorado sob a direção de Heriberto Cairo Carou, com a tese A luta pela hegemonia durante o primeiro governo do MAS na Bolívia (2006–2009): uma análise discursiva.
Encontrava-se na Venezuela, como diretor da linha de pesquisa de Identidades Políticas da Fundación GIS XXI, quando foi recrutado por Pablo Iglesias para converter-se em chefe de campanha do Podemos nas eleições ao Parlamento Europeu de 2014.. A campanha foi um sucesso, e o novo partido obteve 1,2 milhões de votos.
Errejón ocupou diferentes cargos na ejecutiva de Podemos. Em 2018 foi nomeado candidato de Podemos as Eleições municipais de Madrid de 2019 com o apoio do partido. Em maio de 2019, tras anunciar que ia concorrer às eleições junto com a plataforma Más Madrid liderada por Manuela Carmena abandona Podemos e renuncia o seu assento de deputado no Congresso.
O 24 de outubro de 2024, Errejón publicou uma carta nas redes sociais anunciando a sua saída da política institucional, deixando o seu assento no Congresso e todas as suas responsabilidades políticas. Este anúncio surgiu na sequência de uma denúncia anônima feita dois dias antes na conta de Instagram de Cristina Fallarás, na qual era acusado de violência machista.